# Orthocoronavirinae
Ортокоронавіруси, або лат. Orthocoronavirinae — підродина вірусів з родини коронавірусів, що об'єднує оболонкові плеоморфні позитивно спрямовані одноланцюгові РНК-віруси, що спричиняють широкий спектр захворювань різної тяжкості в людей і тварин. У більшості випадків коронавірусні інфекції перебігають у легкій формі, проте в XXI столітті відбулися спалахи тяжких захворювань, що їх спричиняють бетакоронавіруси — MERS-CoV і SARS-CoV. З кінця 2019 року йде спалах коронавірусної хвороби 2019, яку спричиняє новий бетакоронавірус SARS-CoV-2 (2019-nCoV) з цієї родини.
Коронавірус (англ. Coronavirus) — колишня назва роду цих вірусів, яку ICTV скасував 2009 року. На заміну з'явився Coronavirinae, що був перейменований у Orthocoronavirinae.

## Будова віріона
Діаметр різних вірусів — 80-220 нм. Вони оточені поверхневими булавоподібними виступами завдовжки 12—24 нм і нагадують фігуру сонячної корони. Виступи розташовані удвічі рідше, ніж шипики на поверхні вірусу грипу, легко відламуються при зберіганні та очищенні вірусу, руйнуються бромелайном і трипсином.
У серцевині віріона розрізняють центральне тіло та матрикс. Центральне тіло являє собою центральний нуклеокапсид діаметром 14—16 нм, утворений нитками діаметром 9 нм. Матрикс розташований між нуклеокапсидом та ліпопротеїдною оболонкою. Віруси розмножуються в цитоплазмі інфікованих клітин. У довкіллі ці віруси нестійкі, руйнуються при температурі 56 °С приблизно за 10–15 хв. Деякі різновиди передаються від людини до людини повітряно-крапельним шляхом за тісного контакту.

### Геном
Геном представлений одноланцюговою лінійною РНК, завдовжки 27—32 тисячі нуклеотидів (молекулярна маса 5×106 — 7×106, коефіцієнт седиментації 60—70S). При нагріванні РНК дисоціює на фрагменти з коефіцієнтом седиментації 35S та 4S. РНК містить до 70 аденінових основ у поліаденіновій послідовності на 3’-кінці. Геном коронавірусів має позитивну полярність.

### Хімічний склад
До складу віріона входять РНК, білки, ліпіди, вуглеводи. Ліпіди розташовані у складі ліпопротеїдної мембрани, вуглеводи — у складі глікопротеїдів.

#### Білки
Виділяють 4 групи білків, необхідні для побудови вірусної частинки: білок «шипа» (S, від англ. spike), нуклеокапсидний білок (N, від англ. nucleocapsid), мембранний білок (M, від англ. membrane), білок суперкапсиду (E, від англ. envelope).
Коронавіруси людини мають спільний антиген з коронавірусами тварин (великої рогатої худоби, мишей, свиней), за винятком вірусу інфекційного бронхіту курей та деяких інших.

## Класифікація
До 2009 року представників підродини об'єднували в рід Coronavirus, але в 2009 році систематику коронавірусів переглянули: рід Coronavirus розділили на 3 (Alphacoronavirus, Betacoronavirus, Gammacoronavirus), об'єднаних у підродину Coronavirinae, яку 2018-го перейменували в Orthocoronavirinae.
Міжнародний комітет з таксономії вірусів (ICTV) станом на травень 2016 року виділяє в підродині 4 роди:
- Рід Alphacoronavirus (11 видів)
- Рід Betacoronavirus (9 видів)
- Рід Gammacoronavirus (2 види)
- Рід Deltacoronavirus (8 видів)

### Коронавіруси людини
Станом на березень 2020, відомі такі види коронавірусних інфекцій людини:
- Human coronavirus 229E[en] (HCoV-229E);
- Коронавірус людини OC43 (HCoV-OC43)
- SARS-CoV (2002-nCoV), спричинює тяжкий гострий респіраторний синдром (ТГРС, англ. Severe acute respiratory syndrome, SARS)
- Human coronavirus NL63[en] (HCoV-NL63, New Haven coronavirus)
- Коронавірус людини HKU1 (HCoV-HKU1, 2005-nCoV)
- Middle East respiratory syndrome-related coronavirus (MERS-CoV, 2012-nCoV або HCoV-EMC), спричинює близькосхідний коронавірусний респіраторний синдром (БКРС, англ. Middle East respiratory syndrome, MERS, «верблюжий грип»)
- Severe acute respiratory syndrome coronavirus 2 (SARS-CoV-2, 2019-nCoV), спричинює коронавірусну хворобу 2019 (англ. Coronavirus disease 2019, COVID-19)

## Фізико-хімічні та фізичні властивості
Коефіцієнт седиментації вірусів 390S.
Плавуча щільність у хлориді цезію — 1,18 г/см3, плавуча щільність нуклеокапсида — 1,31 г/см3. Вірус чутливий до ефіру та детергентів, нестійкий до pH 3,0, прогрівання до температури 56 °C, УФ-променів.

### Стратегія реплікації цитоплазматичного типу
1. Прикріплення вірусного білка S до рецепторів хазяїна, що опосередковує ендоцитоз вірусу в клітину хазяїна.
2. Злиття вірусної мембрани з мембраною ендосоми, ssРНК (+) викидається в цитоплазму.
3. Синтез та протеолітичне розщеплення реплікази поліпротеїну.
4. Реплікація відбувається у вірусних фабриках, dsРНК геном синтезується з ssРНК (+).
5. Геном dsРНК транскрибується/реплікується, тим самим забезпечуючи утворення геномів мРНК/нова ssРНК(+).
6. Синтез структурних білків кодованих субгеномною мРНК.
7. Збірка і брунькування на мембрані ендоплазматичного ретикулуму, проміжного компартменту та комплексу Ґольджі.
8. Випуск нових віріонів.

## Біологічні властивості
Коронавіруси інфікують птахів і багатьох ссавців, спричиняють коронавірусну інфекцію. Основними мішенями вірусу є дихальні шляхи, травна система і нервові тканини, водночас часто страждають печінка, нирки, серце й очі. Також коронавіруси уражають епітеліальні клітини та макрофаги. У природі коронавіруси мають значно ширше коло господарів, ніж очікувалось у лабораторних умовах. Тяжкий гострий респіраторний синдром (SARS) спричинює особливий коронавірус, який, як вважають, перейшов до людей від іншого виду тварин. Передача відбувається фекально-оральним, повітряно-крапельним механізмами, переносники — невідомі.
Попри те, що коронавіруси можуть взаємодіяти з численними клітинними рецепторами, для розвитку інфекції необхідна специфічна взаємодія. Залежно від рецепторів, які використовує вірус, їх поділяють на 3 групи. Поширення коронавірусів, радше за все, є повсюдним, оскільки в кожній країні, де проводять серологічні та вірусологічні дослідження, було знайдено докази зараження коронавірусами. Вірус є чутливим до поверхнево-активних речовин (детергентів), зокрема до дипальмітоїлецитину в організмі людини, який визначається наявністю в його молекулі вуглеводневих радикалів жирних кислот і фосфатної й холінової груп, які утворюють пару, що складається з неполярної гідрофобної й полярної гідрофільної частин.
Коронавірусні інфекції мають сезонний характер і поширюються здебільшого в осінньо-зимовий період. Джерелом інфекції є хвора людина, механізм передачі — повітряно-крапельний. Захворювання висококонтагіозне.
Коронавіруси спричиняють у людей респіраторні ураження по типу застуди; найхарактернішими проявами є нежить, зазвичай без підвищення температури, окрім випадку ТГРС та БКРС, який спричинює ендемічну тяжку гостру респіраторну інфекцію і створив надзвичайну ситуацію у системі охорони здоров'я низки країн Аравійського півострова і навколишніх регіонів. 2015 року нетривалий спалах БКРС навіть зафіксували у жителів Південної Кореї.
У січні 2020 року в Китаї виявлено новий коронавірус SARS-CoV-2, який спричинює гостру респіраторну хворобу, що наразі поширився за межі Китаю й переріс у Пандемію.